# 那須国男
那須 国男（なす くにお、1917年9月20日 - ）は、日本の作家、編集者、評論家、翻訳家。

## 来歴
東京生まれ。慶應義塾大学文学部仏文科卒。太平洋戦争時中ヴェトナムの日本大使館に勤務。
戦後、『個性』『人間』編集次長。1949年「還らざる旅路」で芥川賞候補。
フランス語の翻訳などしたのち、アフリカ評論家となる。

## 著書
- 『アフリカの誘惑』（ダイヤモンド社） 1977.9.
- 『アフリカ探険物語』（社会思想社、現代教養文庫） 1986.4.
- 『アフリカを知るための10章』（第三書館） 1994.7.
- 『アフリカ全史』（第三文明社） 1995.2.

## 翻訳
- 『殉難者の証人』（ルイ・アラゴン、白井浩司共訳、日本報道） 1951
- 『ソ連参謀本部に生きて』（イワン・ニキチッチ・クルィロフ、日本報道） 1951
- 『共産主義的人間』（ルイ・アラゴン、後藤達雄共訳、青銅社） 1952
- 『ブラック・シオニズム アフリカ帰還の夢と現実』（D・ジェンキンズ、ティビーエス・ブリタニカ） 1977.2.

## 参考
- 『日本近代文学大事典 』（講談社） 1984
- 芥川賞のすべて: